# Владыкино (Великолукский район)
Владыкино — деревня в Великолукском районе Псковской области России. Входит в состав сельского поселения «Черпесская волость».
Расположена на севере района, на берегу реки Ольшанка (в 0,5 км от её впадения в Ловать), в 16 км к северу от райцентра Великие Луки и в 13 км к югу от волостного центра, деревни Черпесса.

## Население
Численность населения деревни по состоянию на 2000 год составила 4 жителя, на 2010 год — 4 жителя.